# Cửa Nam, thành phố Nam Định
Cửa Nam là một phường thuộc thành phố Nam Định, tỉnh Nam Định, Việt Nam.

## Địa lý
Phường Cửa Nam có vị trí địa lý:
- Phía đông giáp phường Nam Phong và phường Nam Vân
- Phía tây giáp phường Năng Tĩnh
- Phía nam giáp phường Nam Vân
- Phía bắc giáp phường Nam Phong và phường Năng Tĩnh.

Phường Cửa Nam có diện tích 1,78 km², dân số năm 2004 là 6.128 người, mật độ dân số đạt 3.443 người/km².

## Hành chính
Phường Cửa Nam được chia thành 5 tổ dân phố: Số 1, Số 2, Số 3, Số 4, Số 5.

## Lịch sử
Ngày 9 tháng 1 năm 2004, Chính phủ ban hành Nghị định số 17/2004/NĐ-CP (nghị định có hiệu lực từ ngày 15 tháng 1 năm 2004) về việc thành lập phường Cửa Nam trên cơ sở 127,60 ha diện tích tự nhiên và 4.828 nhân khẩu của xã Nam Phong; 50 ha diện tích tự nhiên và 1.300 nhân khẩu của xã Nam Vân.
Phường Cửa Nam có 177,60 ha diện tích tự nhiên và 6.128 nhân khẩu.
Ngày 2 tháng 12 năm 2021, HĐND tỉnh Nam Định ban hành Nghị quyết số 63/2021/NQ-HĐND về việc:
- Thành lập tổ dân phố số 1 trên cơ sở 3 tổ dân phố: 1 2, 3.
- Thành lập tổ dân phố số 2 trên cơ sở 3 tổ dân phố: 4, 5, 6.
- Thành lập tổ dân phố số 3 trên cơ sở 3 tổ dân phố: 7, 8, 9.
- Thành lập tổ dân phố số 4 trên cơ sở 3 tổ dân phố: 10, 11, 12.
- Thành lập tổ dân phố số 5 trên cơ sở 3 tổ dân phố: 13, 14, 15.

Phường Cửa Nam có 5 tổ dân phố.